# Пшённая, Нелли Николаевна
Не́лли Никола́евна Пшённая (урождённая Тиеннал; род. 1 января 1947, Таллин, СССР) — советская и российская актриса

 театра и кино. Заслуженная артистка РСФСР (1989).

## Биография
Родилась в Таллине в семье военнослужащего и учительницы.
В 1969 году окончила ГИТИС (мастерская Г. Конского и О. Андровской).
В Театр имени Моссовета пришла благодаря Григорию Конскому. С самого начала была активно задействована в спектаклях театра: по 28 спектаклей в месяц — вводилась во всевозможные эпизоды, в старые постановки, получала главные роли. Играла и роковых героинь, и колхозниц. Принимала участие в антрепризных спектаклях.
В кино дебютировала в 1969 году, сыграв Ярославну — главную роль в фильме «Князь Игорь» (вокальные партии за актрису исполнила Тамара Милашкина).
В 1989 году стала заслуженной артисткой РСФСР.
В конце 1990-х годов актриса начала активно появляться в телесериалах («Две судьбы», «Остров ненужных людей» и др.).

## Творчество

### Роли в театре

#### Театр имени Моссовета
- «Король Лир» В. Шекспира — Гонерилья
- «Милый друг» Г. Мопассана — Мадлен Форестьё
- «Странная история доктора Джекила и мистера Хайда» Р. Стивенсона — Леди Бейконсфилд
- «Ленинградский проспект» — Маша
- «Поединок века» — Штурмовик
- «Последняя жертва» — Тугина
- «Прикосновение» — Адолат
- «Царская охота» — Елизавета
- «Братья Карамазовы» — Катерина Ивановна
- «Синее небо, а в нём облака» — Нелли Николаевна
- «Орнифль, или Сквозной ветерок» — Ариана
- «Цитата» — Лариса
- «Женский стол в „Охотничьем зале“» — Некто
- «Кин, или Гений и беспутство» — Елена
- «Канотье» — Виктория
- «Цена» — Эстер
- «Игра» — Леди М
- «Бегущие странники» — Инга

### Антреприза
- «Цветок смеющийся» Н. Коуарда (реж. М. Козаков «Русская антреприза Михаила Козакова»)
- «Любите ли вы Брамса» Ф. Саган (реж. К. Моршанская / антреприза)

### Роли в кино
- 1969 — Князь Игорь — Ярославна (поёт Тамара Милашкина)
- 1970 — Смятение — Катя Прозорова
- 1971 — Физика в половине десятого (короткометражка) — кинорежиссёр
- 1971 — Синее небо — Елена
- 1971 — Молодые — Лена, подруга Жени
- 1974 — Агония — Сашенька, баронесса
- 1976 — Легенда о Тиле — знатная дама
- 1977 — Диалог
- 1977 — Служебный роман — жена Самохвалова
- 1977 — Хочу быть министром — Ирина
- 1979 — Выстрел в спину — Инна Петровна, любовница Шутина
- 1980 — И вечный бой… Из жизни Александра Блока
- 1980 — Странный отпуск — секретарь
- 1982 — Смерть на взлёте — Нора Браун, переводчица торговой фирмы «Торренс», она же швейцарка Эвви Мейер, она же агент «Джильберт»
- 1984 — Ускорение — Анастасия Владимировна
- 1987 — Вельд — Линда
- 1987 — Гардемарины, вперёд! — Анна Гавриловна Бестужева
- 1988 — Европа танцевала вальс — Аликс, императрица
- 2002 — Две судьбы — Ольга Матвеевна Юсупова, мать Михаила Юсупова
- 2003 — На углу, у Патриарших 3 — Лариса Павловна
- 2004 — Близнецы — Звягинцева
- 2004 — Легенда о Кащее, или В поисках тридесятого царства — Мокошь
- 2004 — Северный сфинкс — Мария Фёдоровна, вдовствующая императрица, мать Александра I
- 2005 — Очарование зла — княгиня Анна Сергеевна Орловская
- 2005 — Охота на асфальте — мать Анжелы
- 2005 — Я не вернусь — Раиса Васильевна, мать Сергея
- 2006 — Будем на ты — Шурочка, мать Петра
- 2006 — Мой генерал — Логинова, бывшая провинциальная актриса
- 2006 — Палач — мать Ольги
- 2006 — Под Большой Медведицей — Фиона Клери, бывшая свекровь Лизы
- 2007 — Фото моей девушки (Россия, Украина) — Тамара, колдунья
- 2007 — Смерш — Агнесса, тётка Юзефа
- 2007 — Защита против — Ирина Львовна, адвокат
- 2008 — Общая терапия (серия «Первое испытание») — Валентина Николаевна Привалова, балерина
- 2008 — 2009 — Райские яблочки — Анна Максимовна Наумова, мать Павла
- 2009 — Одна семья
- 2009 — 2013 — Брак по завещанию — Элизабет Харпер
- 2009 — Пират и пиратка — Наталья Георгиевна
- 2009 — Яйца (короткометражка) — мама
- 2010 — Связь времён — мама Мартина
- 2010 — Вышел ёжик из тумана — Татьяна Львовна Смирнова, мать Вадима и Саши, бабушка Али
- 2011 — Остров ненужных людей — экстрасенс Александрина Михайловна
- 2012 — Только о любви — Римма
- 2014 — Кто-то теряет, кто-то находит — Анна Ильинична Веснина, мать Маши
- 2014 — До свидания, мальчики — Нина Константиновна
- 2016 — Осиное гнездо — Лия Аркадьевна
- 2022 — Анна и тайна прошлого — Ирина Штольман
- 2022 — История болезни (коррткометражка) — Елена
- 2024 — Командир — Надежда Сильверстовна

#### Телеспектакли
- 1969 — Семья как семья, или Коробовы встречают Новый год — Светлана, невеста Бориса
- 1980 — Дон Карлос — королева
- 1984 — Весёлая вдова — Эльга
- 1988 — Цитата — Лариса
- 1991 — Рудольфио — мать Ио
- 2006 — Король Лир — Гонерилья

### Радиоспектакли
- 1987 — «Дон Кихот» Н. Александровича[2]